# Nagroda Saturn w kategorii najlepsza drugoplanowa aktorka telewizyjna
Lista nagród Saturn w kategorii najlepsza drugoplanowa aktorka telewizyjna:
| Za rok | Dla                | Tytuł oryginalny                        | Tytuł polski                    |
| ------ | ------------------ | --------------------------------------- | ------------------------------- |
| 1999   | Justina Vail       | 7 Days                                  | Misja w czasie                  |
| 2000   | Jeri Ryan          | Star Trek: Voyager                      | Star Trek: Voyager              |
| 2001   | Jolene Blalock     | Star Trek: Enterprise                   | Star Trek: Enterprise           |
| 2002   | Alyson Hannigan    | Buffy the Vampire Slayer                | Buffy: Postrach wampirów        |
| 2003   | Amy Acker          | Angel                                   | Anioł ciemności                 |
| 2004   | Amanda Tapping     | Stargate SG-1                           | Gwiezdne wrota                  |
| 2005   | Katee Sackhoff     | Battlestar Galactica                    | Battlestar Galactica            |
| 2006   | Hayden Panettiere  | Heroes                                  | Herosi                          |
| 2007   | Summer Glau        | Terminator: The Sarah Connor Chronicles | Terminator: Kroniki Sary Connor |
| 2007   | Elizabeth Mitchell | LOST                                    | LOST: Zagubieni                 |
| 2008   | Jennifer Carpenter | Dexter                                  | Dexter                          |
| 2009   | Julie Benz         | Dexter                                  | Dexter                          |